# Bruce Hornsby
Bruce Hornsby (Williamsburg, 1954. november 23. –) kétszeres Grammy-díjas és Daytime Emmy-díjas amerikai énekes, zongorista, dalszerző.

## Pályafutása
Az 1986-os „The Way It Is” című slágerével vált világszerte ismertté, ami az Amerikai Egyesült Államokban listavezető lett, miként az azonos símű album is, melyet a The Range nevű együttesével vett fel  –  továbbá a későbbieket is: Scenes from the Southside (1988), A Night on the Town (1990).
Az 1990-es években szólistaként folytatta karrierjét, és több albumot adott ki.
Sokszor dolgozott más zenészekkel is, mint például: Bill Evans, Stevie Nicks, Pat Metheny, Don Henley, Bonnie Raitt, Branford Marsalis.

## Albumok
- The Way It Is (1986; háromszoros platinalemez)
- Scenes From The Southside (1988; platinalemez)
- A Night On The Town (1990)
- Harbor Lights (1993)
- Hot House (1995)
- Spirit Trail (1998)
- Here Come The Noise Makers (2000)
- Big Swing Face (2002)
- Halcyon Days (2004)
- Non-secure connection (2020)

## Díjak
- 1987: Grammy Award for Best New Artist
- 1990: Grammy Award for Best Bluegrass Album
- 1994: Grammy Award for Best Pop Instrumental Performance